# Banderes negres

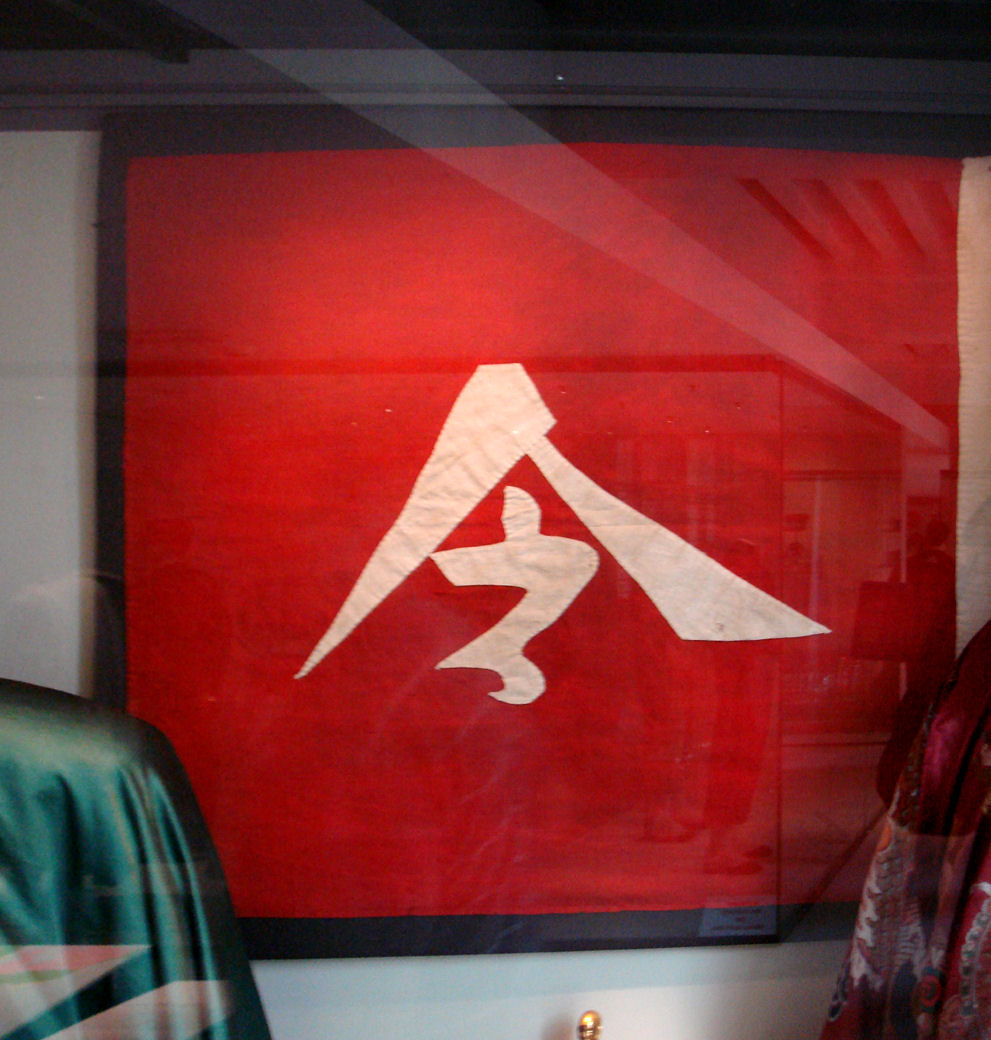
Bandera de l'Exèrcit de les banderes negres, capturada pels francesos a Hoa Moc (2 de març de 1885) i exposada al museu de l'Exèrcit a París

Els banderes negres (del xinès Hei qi jun), o Exèrcit de la bandera negra, eren soldats no regulars xinesos que lluitaren a Indoxina, principalment contra els francesos. Eren antics rebels de Taiping comandats per Liu Yongfu (1837-1917, Lưu Vĩnh Phúc o Lưu Vĩnh Phước en vietnamita). Van ser expulsats de la Xina l'any 1864 i van marxar cap a Tonquín, després de l'esclafament de la seva revolta (1850-1864). Els vietnamites els utilitzaren contra les tribus de les muntanyes, actuant entre el riu Vermell i el riu Negre. Més tard, lluitaren al costat de la cort xinesa i govern vietnamita contra els francesos.

## La seva activitat a Tonquín
Amb el suport de la cort vietnamita, Liu Yongfu va establir una xarxa de control rendible al llarg del riu Vermell, "taxant" el comerç fluvial entre Sơn Tây i Lào Cai a un ritme del 10%. Els beneficis obtinguts d'aquesta empresa van ser tan grans que l'exèrcit de Liu va augmentar en nombre en la dècada de 1870. Tot i que la majoria dels soldats de la Bandera Negra eren xinesos, els oficials també incloïen soldats de fortuna nord-americans i europeus, alguns dels quals havien fet accions a la rebel·lió de Taiping.
El 1873, una petita força francesa comandada pel tinent de vaixell Francis Garnier, sobrepassant les seves instruccions, va intervenir militarment al nord del Vietnam. Després d'una sèrie de victòries franceses contra els vietnamites, el govern vietnamita va enviar l'exèrcit de les banderes negres de Liu Yongfu, que van derrotar la força de Garnier sota les muralles de Hanoi. Garnier va morir en aquesta batalla; el govern francès va desautoritzar la seva expedició.
El comandant francès Henri Rivière, el 1881, havia estat enviat amb una petita força militar a Hanoi per investigar les queixes vietnamites sobre les activitats dels comerciants francesos. Desafiant les instruccions dels seus superiors, Rivière va assaltar la ciutadella de Hanoi el 25 d'abril de 1882.
Com que els vietnamites no tenien mitjans per resistir als francesos, l'abril de 1883, el comandant de l'exèrcit de Yunnan, Tang Jingsong (唐景崧) va convèncer Liu Yongfu perquè ataqués Rivière amb els banderes negres. Era una situació de guerra no convencional. El 10 de maig de 1883, Liu Yongfu va desafiar els francesos a una batalla en un dur missatge àmpliament difós per les parets de Hanoi. El 19 de maig, Rivière es va enfrontar a les banderes negres en la batalla del Pont de Papier; la petita força de Rivière (al voltant de 450 homes) va atacar una forta posició defensiva dels banderes negres prop del poble de Cầu Giấdy, a l'oest de Hanoi, conegut pels francesos com a Pont de Papier. Els francesos van patir una desastrosa derrota. Rivière, Berthe de Villers i altres oficials superiors van morir en aquesta acció.
Liu va utilitzar la seva experiència per transformar l'Exèrcit de la bandera negra en una formidable força de lluita. Durant la guerra sinofrancesa, sota el seu comandament a Tonquín arribà a tenir 7.000 soldats de Guangdong i Guangxi. En acabar la guerra sinofrancesa, els xinesos van complir puntualment els termes de l'acord de pau i a finals de juny de 1885 els exèrcits de Yunnan, els de Guangxi i els banderes negres de Liu Yongfu van marxar de Tonquín. Més endavant, però, la majoria dels banderes negres es convertiren en bandits i seguirien assetjant i combatent durant anys els francesos a Tonquín. Amb el suport de la Xina, vietnamites i xinesos van lluitar contra els francesos a Lang Son en la dècada del 1890. Foren considerats "pirates" pels francesos i en alguns casos van rebre sol·licituds d'ajuda per part de les forces vietnamites antifranceses.